# Абдурахманов, Шохрухбек Комил оглы
Шохрухбек Комил оглы Абдурахманов (узб. Абдурахмонов Шокҳрукҳбек Комил ўғли; род. 8 марта 1999, Аккурган, Ташкентская область) — узбекский футболист, полузащитник клуба «Согдиана».

## Карьера

### «Динамо» Самарканд
Воспитанник футбольной академии узбекского клуба «Пахтакор». В марте 2019 года футболист на правах арендного соглашения присоединился к самаркандскому «Динамо». Дебютировал за клуб футболист 30 марта 2019 года в матче против «Сурхана», выйдя на поле в стартовом составе. Дебютный гол за клуб футболист забил 5 мая 2019 года в матче против клуба «Андижан». В июле 2019 года футболист на полноценной основе присоединился к самаркандскому клубу. На протяжении сезона футболист был в клубе в роли одного из ключевых игроков, отличившись 2 забитыми голами и 2 результативными передачами. По итогу дебютного сезона футболист вместе с клубом завершил чемпионат на итоговом предпоследнем месте, вылетев в Про-лигу.
Новый сезон футболист начал 3 июля 2020 года с матча против ферганского «Нефтчи», выйдя на поле в стартовом составе. Первым в сезоне забитым голом за клуб футболист отличился 7 сентября 2020 года в матче против клуба «Актепа». На протяжении всего сезона футболист оставался одним из ключевых игроков, отличившись 2 забитыми голами. По итогу сезона футболист вместе с клубом стал бронзовым призёром чемпионата. В следующем сезоне 2021 года футболист продолжил выступать за самаркандский клуб, за который по итогу смог отличиться 9 забитыми голами и результативной передачей во всех турнирах, а также стать серебряным призёром чемпионата, вернув клубу прописку в узбекской Суперлиге. По окончании сезона футболист покинул клуб.

### «Энергетик-БГУ»

#### Сезон 2022
В марте 2022 года футболист на правах свободного агента перешёл в белорусский клуб «Энергетик-БГУ». Дебютировал за клуб футболист 19 марта 2022 года в матче против «Витебска», выйдя на поле в стартовом составе. Первым результативным действием за клуб футболист 17 апреля 2022 года в матче против брестского «Динамо», отдав голевую передачу, перед этим также заработав на себе пенальти. Дебютный гол за клуб футболист забил 29 мая 2022 года в матче против мозырской «Славии». На протяжении первой половины сезона футболист был одним из ключевых игроков белорусского клуба, отличившись забитым голом и 3 результативными передачами во всех турнирах.

#### Аренда в «Динамо» Самарканд
В июле 2022 года футболист на правах арендного соглашения вернулся в самаркандское «Динамо» до конца сезона. Первый матч за клуб футболист сыграл 1 августа 2022 года в против «Пахтакора», выйдя на поле в стартовом составе. Первым забитым голом за клуб футболист отличился 28 августа 2022 года в матче против «Бунёдкора». На протяжении сезона футболист оставался в клубе в роли одного из ключевых игроков, отличившись забитым голом и результативной передачей. По итогу сезона футболист вместе с клубом завершил чемпионат на итоговом последнем месте, вылетев в Про-лигу. По окончании срока действия арендного соглашения футболист покинул клуб.

#### Аренда в «Бунёдкор»
В январе 2023 года футболист находился на просмотре в казахстанском клубе «Кайсар», к которому присоединился на турецких сборах. В феврале 2023 года футболист на правах арендного соглашения присоединился к узбекскому клубу «Бунёдкор» до конца сезона. Дебютировал за клуб футболист 4 марта 2023 года в матче против клуба «Согдиана», выйдя на поле в стартовом составе. Дебютный гол за клуб футболист забил 13 марта 2023 года в матче против клуба АГМК. На протяжении сезона футболист был в клубе в роли одного из ключевых игроков, отличившись 2 забитыми голами и 5 результативными передачами. По итогу сезона футболист вместе с клубом завершил чемпионат на итоговом восьмом месте. По окончании срока действия арендного соглашения футболист покинул клуб.

### «Согдиана»
В январе 2024 года футболист на правах свободного агента перешёл в узбекский клуб «Согдиана». Дебютировал за клуб футболист 2 марта 2024 года в матче против ферганского клуба «Нефтчи», выйдя на поле в стартовом составе. Дебютным голом за клуб футболист отличился 15 марта 2024 года в матче против ташкентского клуба «Олимпик», также записав на свой счёт дебютную голевую передачу. В своём следующем матче 30 марта 2024 года против «Пахтакора» футболист отличился забитым хет-триком. В матче 28 июня 2024 года против самаркандского «Динамо» футболист получил серьёзную травму, выбыв на длительный срок. На протяжении первой половины сезона футболист был одним из ключевых игроков клуба, успев отличиться 8 забитыми голами и 3 результативными передачами во всех турнирах, проведя всего лишь 11 матчей. По итогу сезона футболист вместе с клубом завершил чемпионат на итоговом четвёртом месте.
В декабре 2024 года футболист продлил контракт с клубом ещё на сезон. Начало сезона футболист пропустил, продолжая восстанавливаться после полученной травмы. Впервые в заявку основной команды клуба футболист попал 20 мая 2025 года на матч Кубка Узбекистана против клуба «Хорезм», однако остался на скамейке запасных.

## Международная карьера
В 2018 году выступал в молодёжной олимпийской сборной Узбекистана.